# کونیگوو
کونیگوو (انگلیسی: Konigovo) یک شهرک در شهرستان یانائولسکی استان باشقیرستان کشور روسیه است.